# Søråsen
Der Søråsen ist ein großer und verschneiter Gebirgszug an der Prinzessin-Martha-Küste des ostantarktischen Königin-Maud-Lands. Es trennt das Quar-Schelfeis vom Ekström-Schelfeis.
Erstmals kartiert wurde das Gebirge durch die Norwegisch-Britisch-Schwedische Antarktisexpedition (1949–1952). Sein norwegischer Name bedeutet so vie wie „südlicher Bergrücken“.